# Helmut Kieruj
Helmut Kieruj (* 16. September 1950) ist ein ehemaliger deutscher Fußballspieler. Er spielte von 1968 bis 1982 für die SG Dynamo Eisleben in der zweitklassigen DDR-Liga.

## Sportliche Laufbahn
Aus dem Nachwuchs der Polizeisportgemeinschaft SG Dynamo in Eisleben kommend bestritt Helmut Kieruj in der Saison 1968/69 seine drei ersten Spiele in der DDR-Liga. Von der nächsten Spielzeit an gehörte er zum Spielerstamm der SG Dynamo, wo er bis zum Ende der Saison 1972/73 in den 102 ausgetragenen Ligaspielen 89-mal zum Einsatz kam. 1972 wurde er zusammen mit seinem Mannschaftskameraden Frank Paluscak mit sechs Treffern bester Torschütze der SG, 1973 war er mit zehn Treffern alleiniger Torschützenkönig. 1973 stieg Dynamo Eisleben in die Bezirksliga Halle ab. Mit Kieruj wurde die Mannschaft Bezirksmeister und kehrte somit umgehend in die DDR-Liga zurück.
In den folgenden drei Spielzeiten bis 1977 fehlte Kieruj nur bei drei Punktspielen und wurde 1976 mit acht Toren erneut Eislebener Torschützenkönig. Es folgten bis 1980 drei Spielzeiten, in denen Kieruj insgesamt 30 Spielausfälle hatte und erst in der Saison 1980/81 mit nur einem Spielausfall zur alten Spielstärke zurückfand. 1981/82 wurde er bei der SG Dynamo zum vierten Mal Torschützenkönig, als er neun Tore erzielte.
Im Alter von 32 Jahren ging Kieruj 1982/83 in seine letzte DDR-Liga-Saison. Er kam noch einmal in dreizehn Ligaspielen zum Einsatz, in denen er jedoch kein Tor mehr erzielte. Für die Saison 1983/84 war er zwar noch für die DDR-Liga-Mannschaft nominiert worden, spielte aber nur noch mit der 2. Mannschaft in der Bezirksliga. In seinen vierzehn DDR-Liga-Spielzeiten hatte Helmut Kieruj 245 Punktspiele bestritten und hatte dabei 60 Tore erzielt.